# Витимское городское поселение
Витимское городское поселение  или Витимское муниципальное образование — муниципальное образование со статусом городского поселения в Мамско-Чуйском районе Иркутской области России. 
Административный центр — поселок Витимский.

## Население
| 2010 | 2011 | 2012 | 2013 | 2014 | 2015 | 2016 |
| ---- | ---- | ---- | ---- | ---- | ---- | ---- |
| 773  | ↘752 | ↘692 | ↘644 | ↘582 | ↘540 | ↘510 |
| 2017 | 2020 | 2021 |      |      |      |      |
| ↗525 | ↘462 | ↘392 |      |      |      |      |

По результатам Всероссийской переписи населения 2010 года
численность населения муниципального образования составила 773 человека, в том числе 371 мужчина и 402 женщины.

## Населённые пункты
В состав муниципального образования входят населённые пункты:
- рабочий посёлок (пгт) Витимский
- посёлок Большой Северный
- посёлок Колотовка
- посёлок Мусковит